# تصفيات بطولة آسيا لكرة الصالات 2016
كانت تصفيات بطولة آسيا لكرة الصالات 2016 مسابقة للرجال لكرة القدم داخل الصالات، حيث قررت الفرق المشاركة في بطولة آسيا لكرة الصالات 2016. وقد تأهل 16 فريقا للمشاركة في البطولة النهائية، بما في ذلك منتخبات اليابان وإيران وأوزبكستان (مضيف) التي تأهلت بشكل مباشر كونها أفضل ثلاث فرق في بطولة آسيا لكرة الصالات 2014. وبما أن أوزباكستان التي احتلت المركز الثالث تأهلت تلقائيا بصفتها المضيف، فإن الكويت التي حلت في المركز الرابع ستكون مؤهلة أيضا كونها أفضل فريق في المرتبة التالية، إلا أنها استبدلت في وقت لاحق بسبب تعليق الفيفا اتحاد كرة القدم الكويتي.

## المناطق
لعبت المباريات في التواريخ التالية:
- المنطقة الغربية: 1–3 أكتوبر 2015
- منطقة آسيان: 8–16 أكتوبر 2015
- المنطقة الوسطى: 14–16 نوفمبر 2015
- المنطقة الشرقية: 14–19 نوفمبر 2015

### المنطقة الغربية
بالنسبة للسحب، تم تصنيف الفرق وفقًا لأدائها في الموسم السابق في عام 2014.
- - الوعاء 1: العراق ولبنان
  - الوعاء 2: قطر والسعودية
  - الوعاء 3: البحرين والإمارات
  - الوعاء 4: الأردن
- عقدت جميع المباريات في ماليزيا.
- الأوقات المدرجة كانت ت ع م+08:00.

#### المجموعة أ
| م | الفريق   | لعب | ف | ت | خ | أ.له | أ.ع | أ.ف | نقاط | التأهل                       |
| - | -------- | --- | - | - | - | ---- | --- | --- | ---- | ---------------------------- |
| 1 | لبنان    | 3   | 3 | 0 | 0 | 16   | 6   | +10 | 9    | بطولة آسيا لكرة الصالات 2016 |
| 2 | الأردن   | 3   | 2 | 0 | 1 | 11   | 8   | +3  | 6    | بطولة آسيا لكرة الصالات 2016 |
| 3 | السعودية | 3   | 0 | 1 | 2 | 4    | 9   | −5  | 1    | بطولة آسيا لكرة الصالات 2016 |
| 4 | البحرين  | 3   | 0 | 1 | 2 | 7    | 15  | −8  | 1    |                              |

1. ↑  صدقت اللجنة التنفيذية للاتحاد الآسيوي في 13 نوفمبر 2015 على أنه بسبب تعليق الاتحاد الدولي لكرة القدم "فيفا" للاتحاد الكويتي لكرة القدم، فإن اللسعودية، وهي ثاني أفضل فريق من تصفيات المنطقة الغربية، ستحل محل الكويت في بطولة كأس الاتحاد الآسيوي لكرة القدم داخل الصالات لعام 2016.[6]

| السعودية                          | 2–2    | البحرين                        |
| --------------------------------- | ------ | ------------------------------ |
| Atiah 14' · Abdulrazaq 17' (ه.ذ.) | Report | Abdulrazaq 39' · Al-Chuban 40' |

| لبنان                                                        | 5–2    | الأردن                |
| ------------------------------------------------------------ | ------ | --------------------- |
| Zeid 1' · Kobeissy 25' · Zeitoun 40' · Homsi 40' · Elias 40' | Report | Abdelalrhman 10'، 18' |

| السعودية | 0–2    | الأردن                          |
| -------- | ------ | ------------------------------- |
|          | Report | Abdallah 21' · Abdelalrhman 30' |

| البحرين               | 2–6    | لبنان                                                        |
| --------------------- | ------ | ------------------------------------------------------------ |
| Abdulla 9' · Mula 24' | Report | Tneich 1'، 6'، 15' · El Dine 17' · Kobeissy 32' · Serhan 39' |

| الأردن                                                                            | 7–3    | البحرين                                 |
| --------------------------------------------------------------------------------- | ------ | --------------------------------------- |
| Nadi 3'، 22' · Abdelalrhman 22' · Atef 25' · Waleed 32' · Abed 34' · Abdallah 34' | Report | عبد الله عباس 25'، 27' · Abdulrazaq 36' |

| لبنان                                                  | 5–2    | السعودية             |
| ------------------------------------------------------ | ------ | -------------------- |
| Zeitoun 9'، 38' · Rmaiti 28' · Ossman 28' · Serhan 34' | Report | Zafer 15' · Azmi 32' |

#### المجموعة ب
| م | الفريق                   | لعب | ف | ت | خ | أ.له | أ.ع | أ.ف | نقاط | التأهل                       |
| - | ------------------------ | --- | - | - | - | ---- | --- | --- | ---- | ---------------------------- |
| 1 | قطر                      | 2   | 2 | 0 | 0 | 4    | 2   | +2  | 6    | بطولة آسيا لكرة الصالات 2016 |
| 2 | العراق                   | 2   | 1 | 0 | 1 | 4    | 3   | +1  | 3    | بطولة آسيا لكرة الصالات 2016 |
| 3 | الإمارات العربية المتحدة | 2   | 0 | 0 | 2 | 2    | 5   | −3  | 0    |                              |

| الإمارات العربية المتحدة | 1–3    | العراق                       |
| ------------------------ | ------ | ---------------------------- |
| Obaid 31'                | Report | Hasan 10'، 22' · Mustafa 35' |

| قطر                           | 2–1    | الإمارات العربية المتحدة |
| ----------------------------- | ------ | ------------------------ |
| لوكاس أوليفيرا 9' · Rocha 37' | Report | Obaid 36'                |

| العراق    | 1–2    | قطر                     |
| --------- | ------ | ----------------------- |
| Salim 35' | Report | لوكاس أوليفيرا 26'، 38' |

### منطقة آسيان
- عقدت جميع المباريات في تايلاند. The tournament was originally to be held in إندونيسيا before the suspension of its football association.
- Times listed were ت ع م+07:00.

#### المجموعة أ
2015 AFF Futsal Championship

#### المجموعة ب
2015 AFF Futsal Championship

#### نصف النهائي
2015 AFF Futsal Championship

#### مباراة المركز الثالث
2015 AFF Futsal Championship

#### النهائي
2015 AFF Futsal Championship

### المنطقة الوسطى
- عقدت جميع المباريات في طاجيكستان.
- Times listed were ت ع م+05:00.

| م | الفريق        | لعب | ف | ت | خ | أ.له | أ.ع | أ.ف | نقاط | التأهل                       |
| - | ------------- | --- | - | - | - | ---- | --- | --- | ---- | ---------------------------- |
| 1 | قرغيزستان     | 3   | 1 | 2 | 0 | 6    | 5   | +1  | 5    | بطولة آسيا لكرة الصالات 2016 |
| 2 | طاجيكستان (H) | 3   | 1 | 1 | 1 | 11   | 11  | 0   | 4    | بطولة آسيا لكرة الصالات 2016 |
| 3 | أفغانستان     | 3   | 1 | 1 | 1 | 12   | 11  | +1  | 4    |                              |
| 4 | تركمانستان    | 3   | 0 | 2 | 1 | 7    | 9   | −2  | 2    |                              |

| قرغيزستان     | 1–1    | تركمانستان  |
| ------------- | ------ | ----------- |
| Tabaldiev 20' | Report | Annaýew 10' |

| طاجيكستان                                                                                     | 6–5    | أفغانستان                                               |
| --------------------------------------------------------------------------------------------- | ------ | ------------------------------------------------------- |
| Mamedbabaev 11'، 15' · Halimov 18' · Mirzorakhimov 19' · Alimakhmadov 32' · Fayazi 37' (ه.ذ.) | Report | Kazemi 6'، 34' · Khademi 7' · Hashemi 31' · Norowzi 36' |

| قرغيزستان                | 2–2    | أفغانستان       |
| ------------------------ | ------ | --------------- |
| Alimov 14' · Kanetov 24' | Report | Kazemi 19'، 32' |

| تركمانستان                              | 3–3    | طاجيكستان                                            |
| --------------------------------------- | ------ | ---------------------------------------------------- |
| Ovezov 16' · Soltanov 30' · Sahedov 40' | Report | Alimakhmadov 21' · Mamedbabaev 27' · Farmonbekov 34' |

| أفغانستان                                      | 5–3    | تركمانستان                                |
| ---------------------------------------------- | ------ | ----------------------------------------- |
| Madadi 6'، 14'، 20' · Fayazi 12' · Khademi 33' | Report | Soltanov 16' · Gurbanov 24' · Ashirov 26' |

| طاجيكستان                          | 2–3    | قرغيزستان                         |
| ---------------------------------- | ------ | --------------------------------- |
| Halimov 20' · Tabaldiev 30' (ه.ذ.) | Report | Dzhetybaev 12' · Ermekov 25'، 38' |

### المنطقة الشرقية
- عقدت جميع المباريات في منغوليا.
- Times listed were ت ع م+08:00.

| م | الفريق         | لعب | ف | ت | خ | أ.له | أ.ع | أ.ف | نقاط | التأهل                       |
| - | -------------- | --- | - | - | - | ---- | --- | --- | ---- | ---------------------------- |
| 1 | الصين          | 4   | 3 | 1 | 0 | 15   | 5   | +10 | 10   | بطولة آسيا لكرة الصالات 2016 |
| 2 | تايبيه الصينية | 4   | 3 | 0 | 1 | 18   | 15  | +3  | 9    | بطولة آسيا لكرة الصالات 2016 |
| 3 | كوريا الجنوبية | 4   | 2 | 1 | 1 | 21   | 14  | +7  | 7    |                              |
| 4 | منغوليا (H)    | 4   | 1 | 0 | 3 | 15   | 19  | −4  | 3    |                              |
| 5 | هونغ كونغ      | 4   | 0 | 0 | 4 | 10   | 26  | −16 | 0    |                              |

| تايبيه الصينية                                                                                    | 6–4    | كوريا الجنوبية                                             |
| ------------------------------------------------------------------------------------------------- | ------ | ---------------------------------------------------------- |
| Lin Chih-hung 1'، 4' · Huang Po-chun 8' · Chu Chia-wei 12' · Lai Ming-hui 32' · Nam Il 35' (ه.ذ.) | Report | Oh Hyun-jong 1'، 33' · Ha Jin-won 20' · Shin Jong-hoon 28' |

| منغوليا                                                                                                  | 8–3    | هونغ كونغ                                                 |
| --- | ------ | --------------------------------------------------------- |
| Tsedenbal 6' · Enkh-Amga 14' · Norjmoo 17'، 20'، 22'، 30' · Khurelbaatar 30' · وونغ تشين هونغ 33' (ه.ذ.) | Report | Liu Yik Shing 12' · وونغ تشين هونغ 22' · يونغ تشي لون 37' |

| هونغ كونغ | 0–5    | الصين                                                               |
| --------- | ------ | ------------------------------------------------------------------- |
|           | Report | Cong Lin 17'، 33' · Gu Haitao 24' · Geng Deyang 31' · Zheng Lei 38' |

| كوريا الجنوبية                                                                     | 7–3    | منغوليا                          |
| ---------------------------------------------------------------------------------- | ------ | -------------------------------- |
| Kim Min-kuk 3'، 18' · Nam Il 4' · Olzvoi 15' (ه.ذ.) · Shin Jong-hoon 21'، 35'، 39' | Report | Oyunbat 26'، 37' · Tsedenbal 32' |

| الصين                                             | 3–1    | تايبيه الصينية   |
| ------------------------------------------------- | ------ | ---------------- |
| He Yihui 24' · Zeng Liang 36' · Liang Shiming 36' | Report | Chu Chia-wei 33' |

| هونغ كونغ                            | 2–7    | كوريا الجنوبية                                                                  |
| ------------------------------------ | ------ | ------------------------------------------------------------------------------- |
| Liu Yik Shing 2' · So Sheung Kwai 9' | Report | Kim Min-kuk 11'، 18' · Oh Hyun-jong 11'، 30'، 40' · Nam Il 30' · Kim Ho-jin 39' |

| تايبيه الصينية                                                                                         | 6–5    | هونغ كونغ                                                                               |
| --- | ------ | --------------------------------------------------------------------------------------- |
| Chu Chia-wei 1' · Chang Chien-ying 4' · Chi Sheng-fa 10'، 27' · Lin Chien-hsun 31' · Huang Po-chun 39' | Report | يونغ تشي لون 1'، 19' · Liu Yik Shing 3' · Chan Kwong Ho 17' · Lin Chien-hsun 37' (ه.ذ.) |

| الصين                                                              | 4–1    | منغوليا       |
| ------------------------------------------------------------------ | ------ | ------------- |
| Batsaikhan 1' (ه.ذ.) · Geng Deyang 24' · Lu Yue 27' · He Yihui 35' | Report | Erdenebat 39' |

| كوريا الجنوبية             | 3–3    | الصين                            |
| -------------------------- | ------ | -------------------------------- |
| Oh Hyun-jong 12'، 21'، 38' | Report | He Yihui 6'، 36' · Zhang Wen 23' |

| منغوليا                          | 3–5    | تايبيه الصينية                                                               |
| -------------------------------- | ------ | ---------------------------------------------------------------------------- |
| Norjmoo 9'، 24' · Pagamsuren 32' | Report | Chu Chia-wei 3'، 7' · Shih Pei-jen 9' · Huang Po-chun 17' · Lai Ming-hui 37' |

## وصلات خارجية
- AFC Futsal Championship
, the-AFC.com